# Chiesa di San Colombano (San Casciano in Val di Pesa)
La chiesa di San Colombano si trova in località Collina, nel comune di San Casciano in Val di Pesa.

## Storia
La chiesa è situata sul poggio di Montaguto, nelle immediate vicinanze del Monastero del Luogo Nuovo. La zona risulta frequentata sin dall'epoca etrusca (nei pressi è stata ritrovata nel 1978 la Tomba dell'Arciere). Il territorio su cui è costruita la chiesa viene nominato in un documento del 1155, in cui risulta che venne donato al Vescovo di Firenze Ambrogio affinché vi fosse costruito un castello, questo forse perché in quell'epoca il vicino Castello di Bibbione doveva essere in rovina.
La chiesa quindi venne costruita dopo la fortificazione del mons apuntatus, come era chiamato il luogo in un documento datato 2 agosto 1260. In tale documento Guido Argomenti, pizzicagnolo e rettore della chiesa, si impegna a pagare all'esercito fiorentino 4 staia di grano come tassa.

Il patronato della chiesa, a quel tempo, era del vescovo fiorentino. In un documento datato 20 maggio 1271 viene riportato: 
La chiesa era piuttosto ricca tanto che tra il 1276 e il 1303 pagava 6 lire annue di decima, tranne che nel 1296 quando pagò solo 1 lira e 17 soldi. Nel 1482 il patronato della chiesa passò ai parrocchiani che elessero autonomamente il loro rettore.
In seguito la chiesa venne ampiamente ristrutturata. Nel 1699 venne rifatta la casa canonica, come riportato in un'iscrizione sul portale d'accesso, nel settembre 1714 vennero rinnovati sia il campanile che le campane, il 6 aprile 1745 venne inaugurato il nuovo altare maggiore dal priore Zanobi Ulivi, nel 1794 venne restaurato il vicino oratorio della Compagnia della Madonna della Neve, nel 1796 venne costruito un nuovo altare all'interno della chiesa. Il 7 gennaio 1825 la chiesa fu gravemente danneggiata da una tromba d'aria e nello stesso anno fu nuovamente restaurata.
Nel 1922 il campanile, che minacciava di crollare, fu ricostruito: l'inaugurazione avvenne il 21 novembre 1922. Gli ultimi restauri vennero realizzati nel 1986 dopo che la chiesa venne soppressa e il suo popolo unito a quello della chiesa di Montefiridolfi.

## Architettura
La chiesa è posta nei pressi di un gruppo di case torri che presentano interessanti testimonianze di architettura gotica fiorentina.
Nel XII secolo, all'epoca della sua prima redazione, al chiesa era costituita da un'unica aula coperta a capanna e con un'abside semicircolare.
Dell'edificio originario rimangono il portale della facciata con architrave monolitico in arenaria gialla che sostiene una lunetta affrescata e, soprattutto, l'abside semicircolare costituita da un paramento murario realizzato con bozze di calcare alberese disposto a filaretto.
Attualmente presenta un porticato a due archi in facciata mentre l'interno, ad aula unica, si presenta nella sobria veste barocca datogli con i lavori di restauro realizzati a partire dal 1699.

## Bibliografia

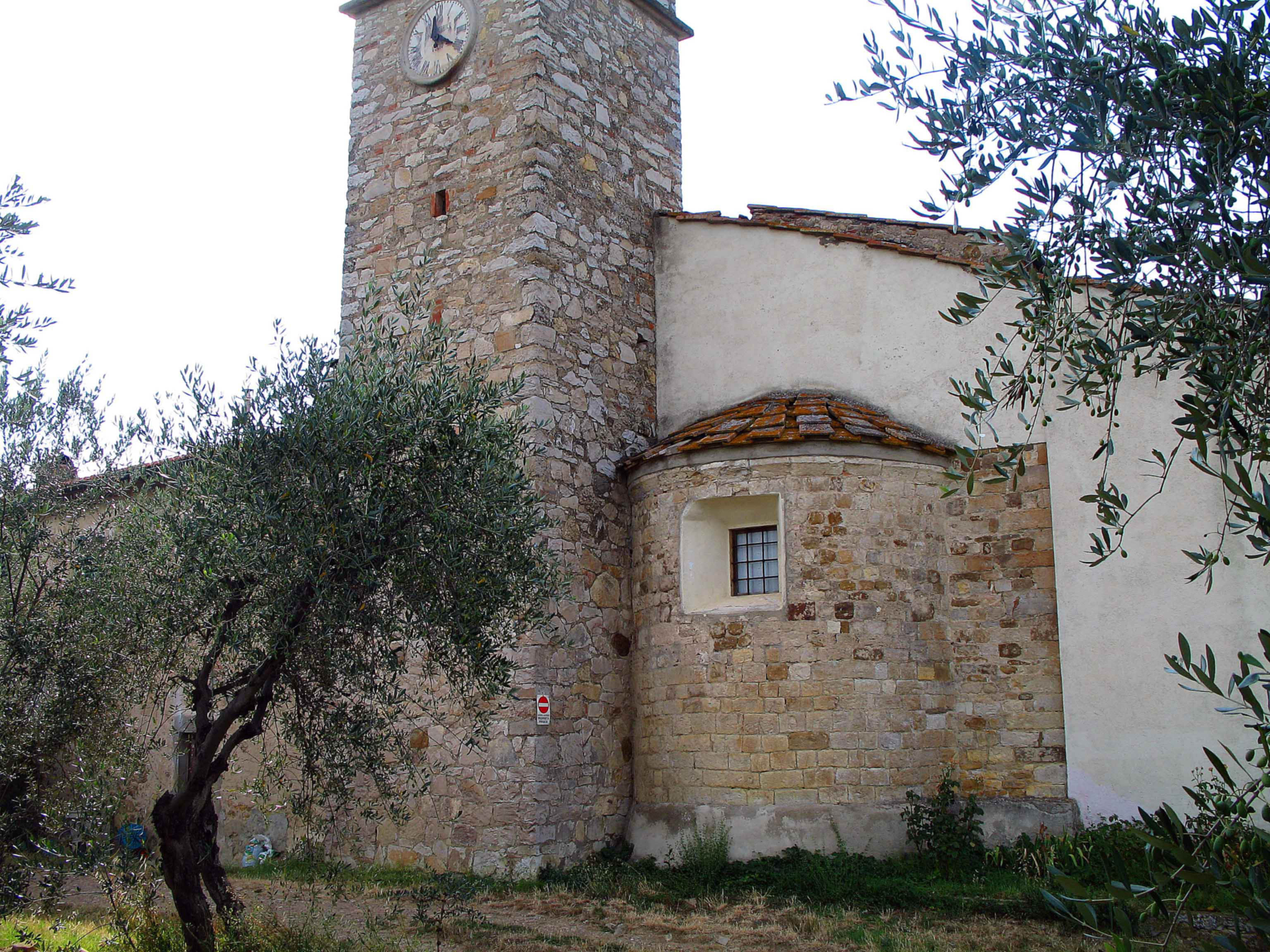
Abside